# Nu¹ Columbae
Nu¹ Columbae este denumirea Bayer a unei stele galben-albă din constelația Porumbelul. Ea are o magnitudine aparentă de 6.150 și se află la o distanță de aproximativ 145 ani-lumină (44.56 parseci) de la Pământ.